# دوري بورتوريكو لكرة القدم
دوري بورتو ريكو لكرة القدم (بالإنجليزية: Puerto Rico Soccer League)‏ واختصارًا PRSL، هو دوري في أعلى رتبة في كرة القدم في بورتو ريكو. أسس الدوري منذ 2008 وهو أول دوري في تاريخ الجزيرة.

## هدافو الدوري
هذا الجدول يوضح أكثر اللاعبين تسجيلاً في الدوري.
| الترتيب | اللاعب                | عدد الأهداف |
| ------- | --------------------- | ----------- |
| 1       | جوليو سيزار مايا كروز | 22          |
| 2       | ليستر موري            | 11          |
| 3       | روبيرتو روجاس         | 10          |
| [ 1 ]   |                       |             |

## الفرق
هناك 14 فريق حاليًا في الدوري :
- بورتو روكو آيلاندرز
- كاغواس هوركان
- نادي غواينابو فلوميننس
- نادي ماياغويز
- نادي أتليتيكو ريفير بليت بورتو ريكو
- نادي فاجاردو
- نادي سيفييا بورتو ريكو
- بورتو ريكو يونايتد

## وصلات خارجية
- موقع الدوري الرسمي